# Obúkhovo
Obúkhovo (en rus: Обухово) és un poble de l'óblast de Vladímir, a Rússia, segons el cens del 2010 tenia 14 habitants. Pertany al districte municipal de Koltxúguino.